# Strakonický vikariát
Vikariát Strakonice je územní část českobudějovické diecéze. Tvoří ji 29 farností a působí zde 13 kněží. Okrskovým vikářem je Jan Doležal. Území vikariátu je totožné s územím okresu Strakonice. Na severovýchodě sousedí s píseckým vikariátem, na východě s českobudějovickým vikariátem, na jihu s prachatickým vikariátem a na západě s sušicko-nepomuckým vikariátem.

## Farnosti vikariátu
| Farnost           | Správce                                                     | Další duchovní ve farnosti                                                           | Farní kostel                  |
| ----------------- | ----------------------------------------------------------- | ------------------------------------------------------------------------------------ | ----------------------------- |
| Bavorov           | R. D. ThLic. Josef Prokeš                                   | R. D. Mgr. Jan Turek, farní vikář                                                    | Nanebevzetí Panny Marie       |
| Bělčice           | P. Mgr. Petr Misař, administrátor excurrendo                |                                                                                      | sv. Petra a Pavla             |
| Bílsko            |                                                             |                                                                                      | sv. Jakuba Staršího           |
| Blatná            | P. JCLic. Mgr. Rudolf Hušek, administrátor                  | P. Karel Vrba, výpomocný duchovní František Jirsa, trvalý jáhen ustanovený ke službě | Nanebevzetí Panny Marie       |
| Černívsko         | P. JCLic. Mgr. Rudolf Hušek, administrátor excurrendo       | P. Karel Vrba, výpomocný duchovní František Jirsa, trvalý jáhen ustanovený ke službě | Nejsvětější Trojice           |
| Čestice           | P. Jan Löffelmann JC. D., administrátor excurrendo          |                                                                                      | Umučení svatého Jana Křtitele |
| Dobrš             |                                                             |                                                                                      | Zvěstování Páně               |
| Hoštice           | P. Jan Löffelmann JC. D., administrátor excurrendo          |                                                                                      | Narození Panny Marie          |
| Chelčice          | P. Josef Prokeš, administrátor excurrendo                   | R. D. Mgr. Jan Turek, výpomocný duchovní                                             | sv. Martina                   |
| Jinín             | P. Jan Doležal, administrátor                               | P. Mgr. Miroslav Šašek, farní vikář                                                  | Nanebevzetí Panny Marie       |
| Kadov             | P. JCLic. Mgr. Rudolf Hušek, administrátor excurrendo       | P. Karel Vrba, výpomocný duchovní František Jirsa, trvalý jáhen ustanovený ke službě | sv. Václava                   |
| Katovice          | P. Jan Doležal, administrátor,                              | P. Mgr. Miroslav Šašek, farní vikář                                                  | sv. Filipa a Jakuba           |
| Kraselov          | P. Roman Dvořák, farář                                      | P. Mgr. Miroslav Šašek, farní vikář                                                  | sv. Vavřince                  |
| Lnáře             | P. Mgr. Robert Konrad Paruszewski, administrátor excurrendo |                                                                                      | Nejsvětější Trojice           |
| Lomec             | P. Josef Prokeš, administrátor excurrendo                   | R. D. Mgr. Jan Turek, výpomocný duchovní                                             | Jména Panny Marie             |
| Malenice          | P. Jan Löffelmann JC. D., administrátor excurrendo          |                                                                                      | sv. Jakuba Staršího           |
| Paračov           | P. Jan Löffelmann JC. D., administrátor excurrendo          |                                                                                      | sv. Petra a Pavla             |
| Předslavice       | P. Mgr. Šimon Stančík, administrátor excurrendo             |                                                                                      | sv. Václava                   |
| Radomyšl          | P. Jan Doležal, administrátor                               | P. Mgr. Miroslav Šašek, farní vikář                                                  | sv. Martina                   |
| Sedlice           | P. JCLic. Mgr. Rudolf Hušek, administrátor excurrendo       | P. Karel Vrba, výpomocný duchovní František Jirsa, trvalý jáhen ustanovený ke službě | sv. Jakuba Staršího           |
| Skočice           | P. Josef Prokeš, administrátor excurrendo                   | R. D. Mgr. Jan Turek, výpomocný duchovní                                             | Navštívení Panny Marie        |
| Strakonice        | P. Jan Doležal, farář                                       | P. Mgr. Miroslav Šašek, farní vikář                                                  | sv. Prokopa                   |
| Strakonice-Podsrp | P. Jan Doležal, administrátor                               | P. Mgr. Miroslav Šašek, farní vikář                                                  | Panny Marie Bolestné          |
| Střelské Hoštice  | P. Jan Doležal, administrátor                               | P. Mgr. Miroslav Šašek, farní vikář                                                  | sv. Martina                   |
| Štěkeň            | P. Jan Doležal, administrátor                               | P. Mariusz Klimczuk, duchovní správce sester Congregatio Jesu                        | sv. Mikuláše                  |
| Vodňany           | P. Josef Prokeš, administrátor                              | R. D. Mgr. Jan Turek, výpomocný duchovní                                             | Narození Panny Marie          |
| Volenice          | P. Jan Doležal, administrátor                               | P. Mgr. Miroslav Šašek, farní vikář                                                  | sv. Petra a Pavla             |
| Volyně            | P. Jan Löffelmann JC. D., administrátor                     |                                                                                      | Všech svatých                 |
| Záboří u Blatné   | P. JCLic. Mgr. Rudolf Hušek, administrátor excurrendo       | P. Karel Vrba, výpomocný duchovní František Jirsa, trvalý jáhen ustanovený ke službě | sv. Petra a Pavla             |